# Pseudodebis dubiosa
Espèce
Pseudodebis dubiosa est une espèce d'insectes lépidoptères (papillons) de la famille des Nymphalidae, de la sous-famille des Satyrinae et du genre Pseudodebis.

## Dénomination
Pseudodebis dubiosa a été décrit par Walter Forster en 1964.

## Écologie et distribution
Pseudodebis dubiosa est présent en Bolivie.

### Protection
Pas de statut de protection particulier.